# Inventing Anna
Inventing Anna ou L'Invention d'Anna au Québec, est une mini-série télévisée dramatique américaine créée et produite par Shonda Rhimes, basée sur l'article du New York Magazine How Anna Delvey Tricked New York's Party People par Jessica Pressler racontant la vie d'Anna Delvey. Les neuf épisodes ont été mis en ligne le 11 février 2022 sur Netflix.

## Synopsis
Anna Delvey, jeune femme russe, va réussir à escroquer plusieurs milliers de dollars à des jeunes new-yorkais faisant partie de la haute société, et la journaliste Vivian Kent, intriguée par cette affaire, va écrire un article pour Metropolitan, interviewant des témoins, des victimes ainsi qu'Anna elle-même, tout en assumant sa propre grossesse.

### Changements par rapport à la réalité
Il y a eu plusieurs changements par rapport à la réalité, comme indiqué par la notice « Toute cette histoire est complètement vraie, sauf les parties qui ont été totalement inventées » : ainsi, la journaliste Kent est inspirée de Jessica Pressler, l'avocat Alan Reed est en réalité Andy Lance et Vivian ne s'est jamais introduite par effraction chez les Sorokine en Allemagne. 
Rachel Williams s'est plainte que la série déformait la réalité, faisant passer Delvey comme une figure positive.

## Distribution

### Acteurs principaux
- Julia Garner (VF : Zina Khakhoulia) : Anna "Delvey" Sorokin
- Anna Chlumsky (VF : Barbara Beretta) : Vivian Kent
- Arian Moayed (VF : Philippe Valmont) : Todd Spodek
- Katie Lowes (VF : Caroline Victoria) : Rachel Williams
- Alexis Floyd (VF : Karine Foviau) : Neff Davis
- Laverne Cox (VF : Armelle Gallaud) : Kacy Duke
- Anders Holm (VF : Fabrice Josso) : Jack Mercer
- Anna Deavere Smith (VF : Claudine Grémy) : Maud Lewis
- Jeff Perry (VF : Thierry Wermuth) : Lou
- Terry Kinney (VF : Jean-Jacques Nervest) : Barry Klein

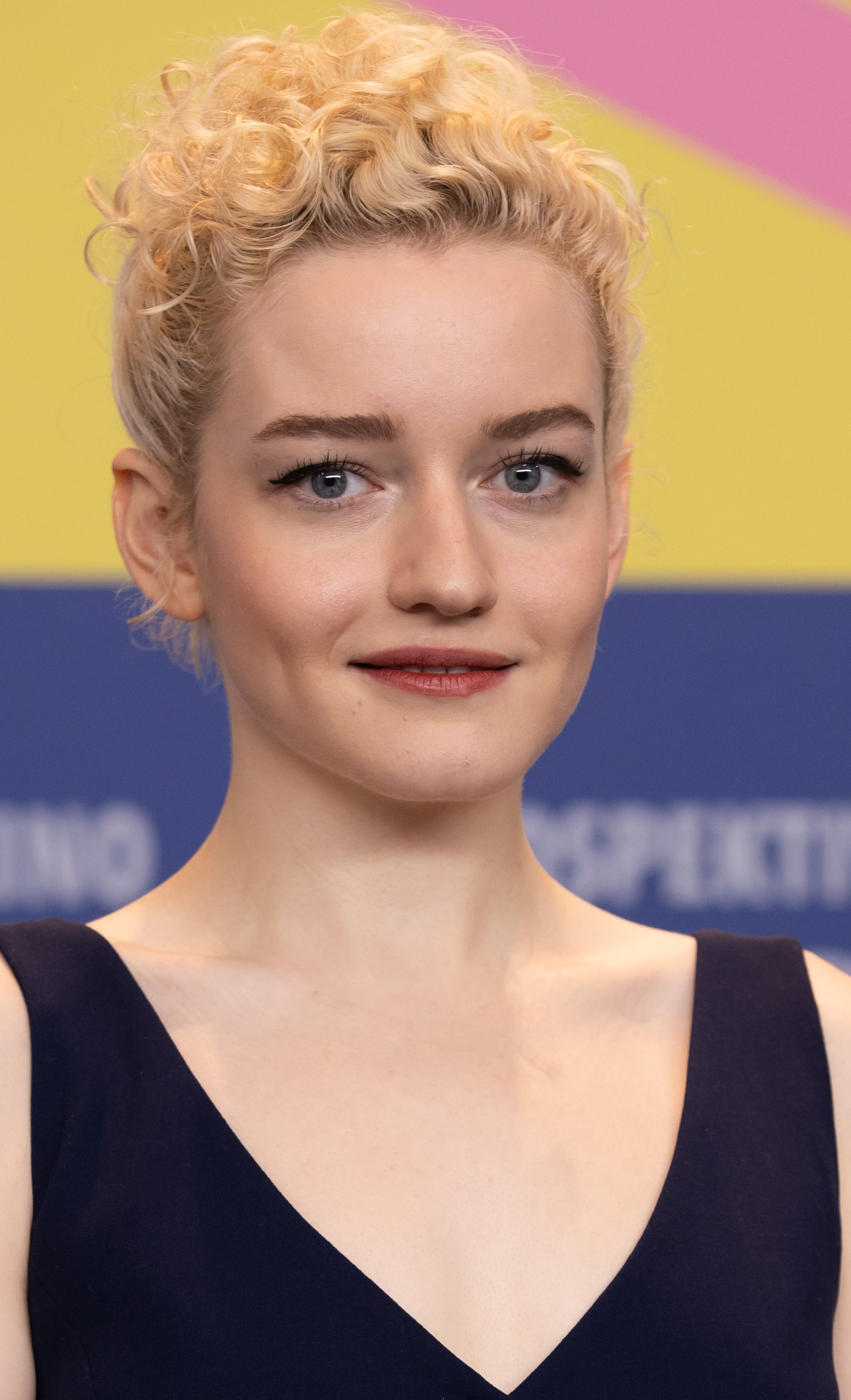
Julia Garner interprète Anna Delvey
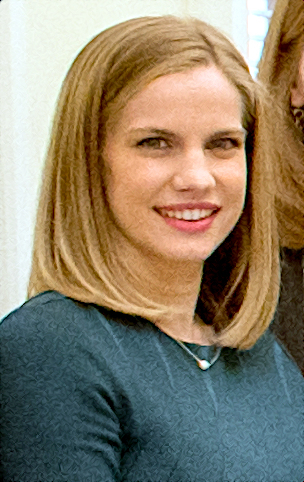
Anna Chlumsky interprète Vivian
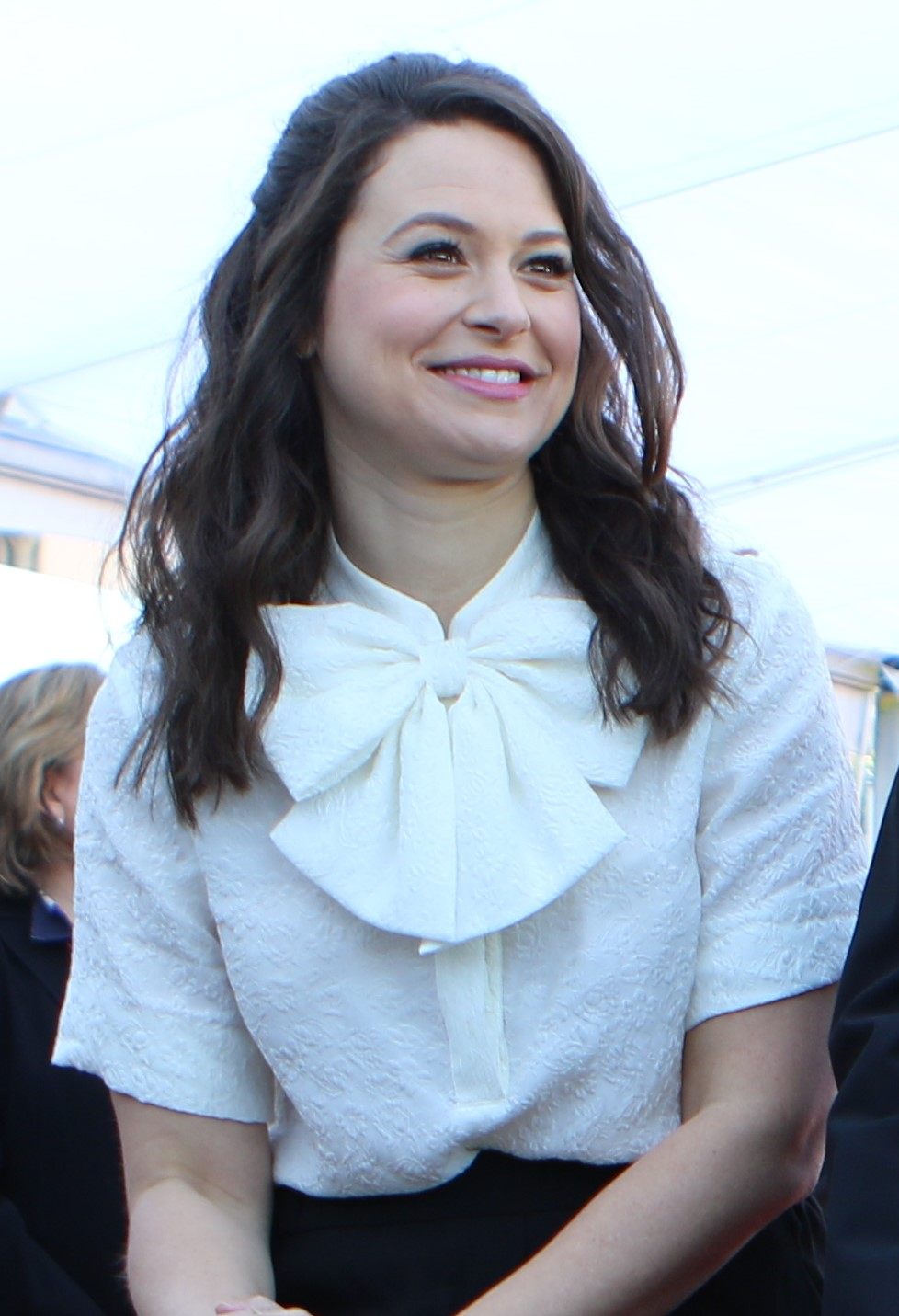
Katie Lowes interprète Rachel
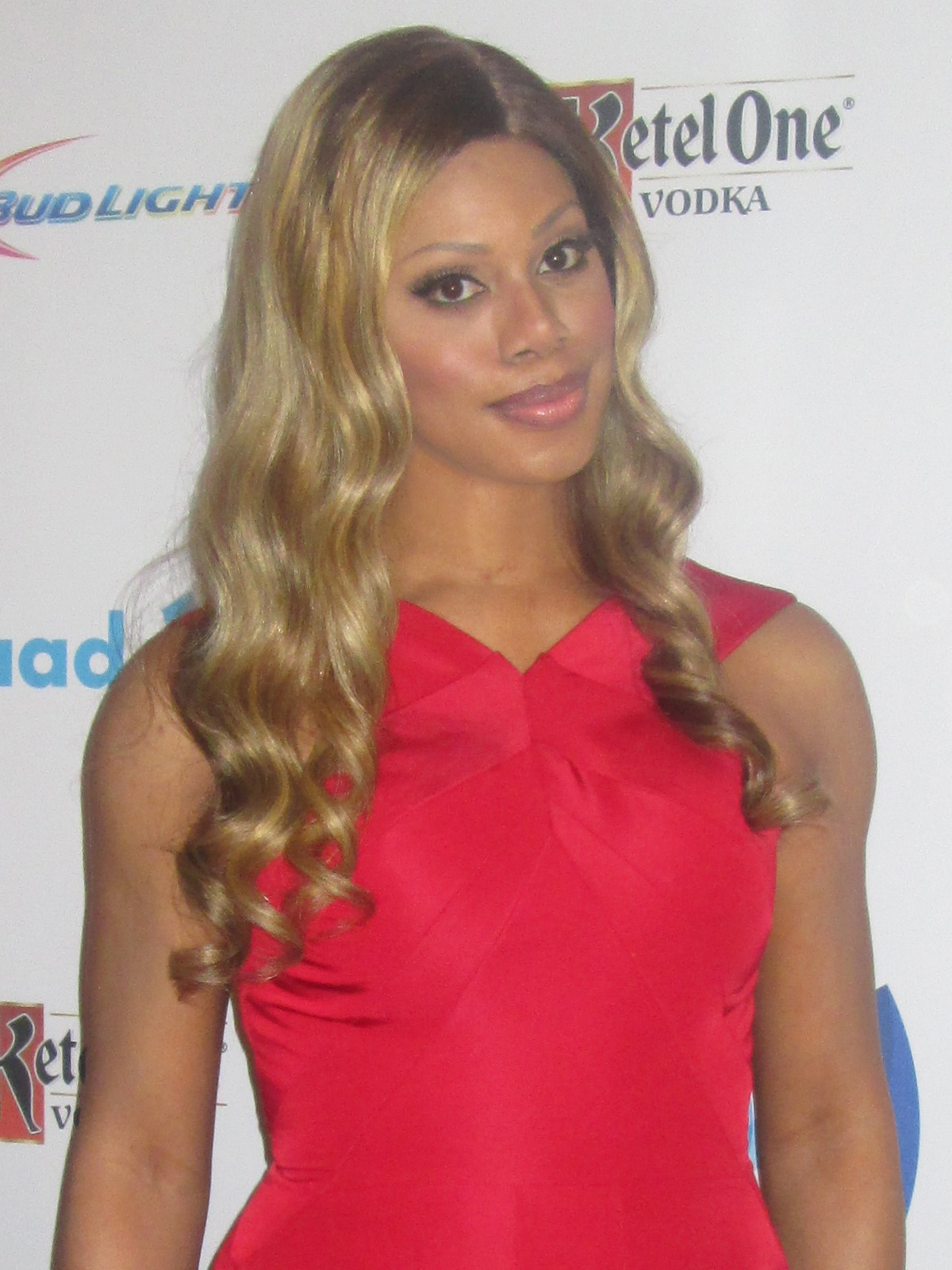
Laverne Cox interprète Kacy Duke
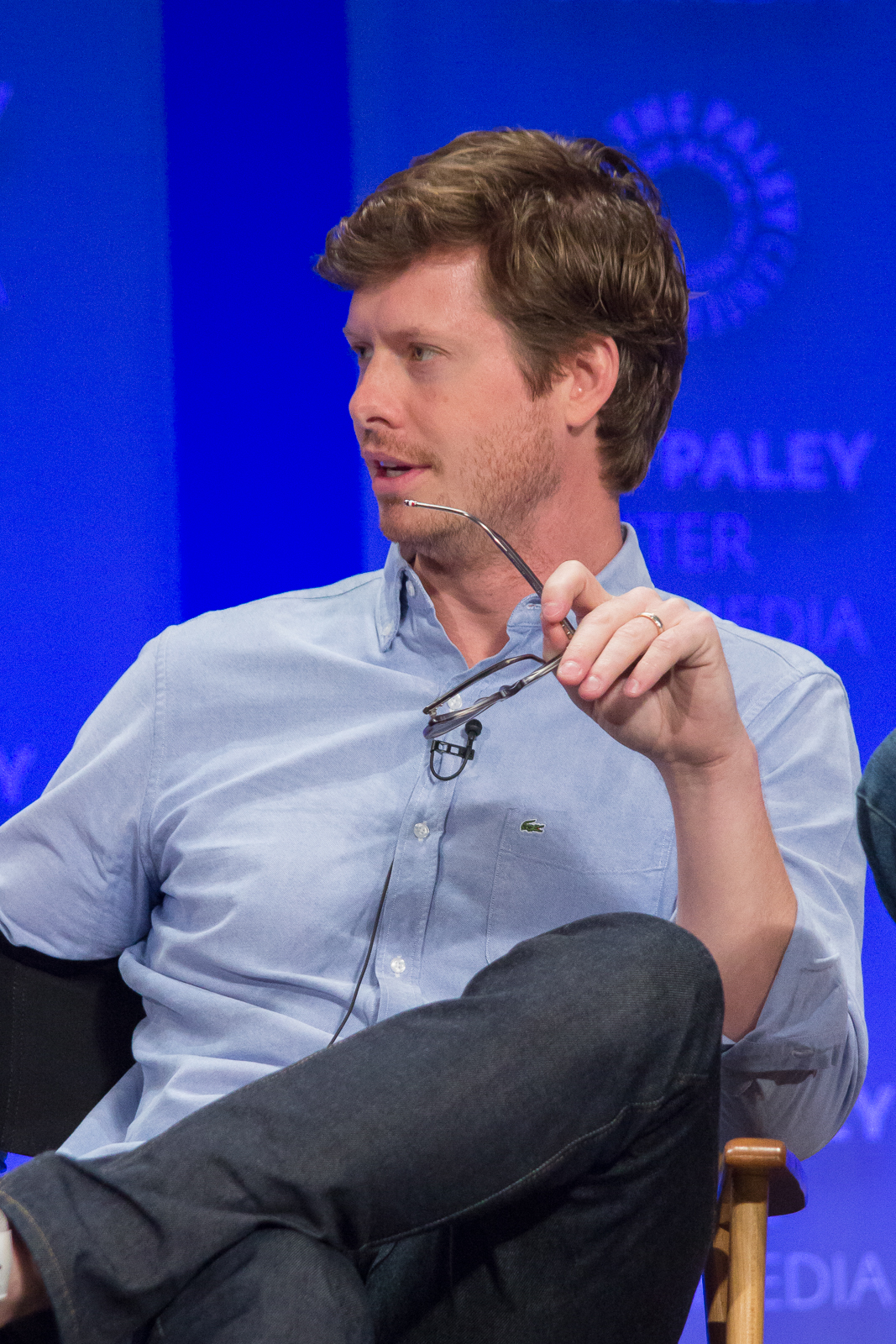
Anders Holm interprète Jack Mercer
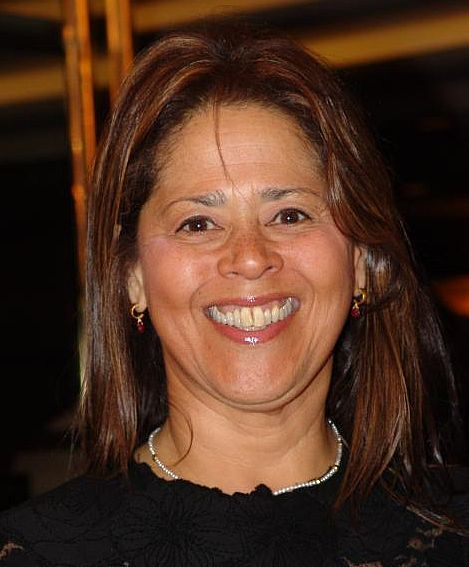
Anna Devere Smith interprète Maud Lewis
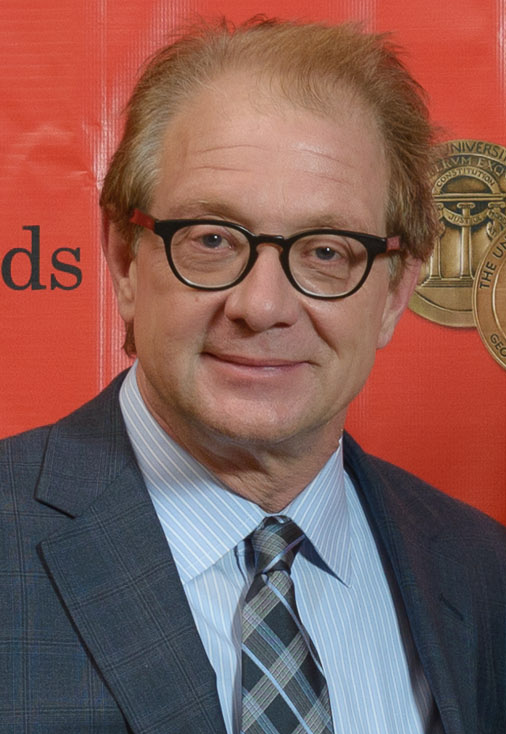
Jeff Perry interprète Lou

### Acteurs secondaires
- Tim Guinee : Paul
- Armand Schultz : Landon Bloom
- Rebecca Henderson (VF : Virginie Caliari) : l'Agent Catherine McCaw
- Marika Dominczyk (VF : Cindy Tempez) : Talia Mallay
- Kate Burton : Nora Radford
- Caitlin FitzGerald : Mags
- Chris Cafero : David Morrison
- Anthony Edwards : Alan Reed
- Saamer Usmani : Chase Sikorski

 Source et légende : version française (VF) sur RS Doublage

## Production
En juin 2018, Netflix et Shondaland ont acquis les droits de l'histoire de la vie d'Anna Sorokin et de l'article new-yorkais "How Anna Delvey Tricked New York's Party People" de Jessica Pressler, avec l'intention d'en faire une série télévisée avec Shonda Rhimes en tant que producteur et scénariste, aux côtés de Betsy Beers. Sorokin a reçu 320 000 $, qui auraient été utilisés pour payer ses frais juridiques. David Frankel a été nommé réalisateur et producteur exécutif de deux épisodes de la série, dont le premier.
En octobre 2019, Julia Garner, Anna Chlumsky, Katie Lowes, Laverne Cox et Alexis Floyd rejoignent le casting de la série.
La série sort le 11 février 2022 sur Netflix.

## Épisodes
1. La Vie d'une VIP (Life of a VIP) Une journaliste cherche à interviewer Anna pour comprendre qui elle est. Anna est actuellement en prison et le premier défi de la journaliste est de réussir à lui faire accepter cette interview. Anna est face à un choix : un procès ou un deal avec la justice.
2. Le Diable s'habillait en Anna (The Devil Wore Anna) Virée sur un yacht à Ibiza ou apparition à Paris Fashion Week… Le train de vie glamour d'Anna se précise alors que ses anciens amis en dévoilent les détails à Vivian.
3. Ricochets pour un empire (Two Birds, One Throne) Lorsque Anna décide de ne plus collaborer, Vivian cherche des informations auprès d'autres sources, notamment Chase, l'ex d'Anna, et Nora, une riche femme d'affaires.
4. Jeune, chic et féroce (A Wolf in Chic Clothing)  Vivian enquête sur la façon dont Anna a persuadé le puissant avocat de Manhattan Alan Reed de l'aider à réunir des millions de dollars pour financer son ambitieux projet.
5. L'Heure du check-out (Check Out Time) Une erreur du passé déstabilise Vivian. Un hôtel de luxe lui révèle des stratégies d'Anna, qui s'y était liée avec Neff, la concierge conquise par ses larges pourboires.
6. Une amie dans le besoin (Friends in Low Places) Vivian obtient des images du voyage calamiteux d'Anna au Maroc, une retraite extravagante avec Rachel, Kacy et un vidéaste, et qui a rapidement viré au chaos.
7. Virements et délivrance (Cash on Delivery) Contrainte de terminer son article sur Anna alors que la naissance de son bébé approche, Vivian tente de contacter Rachel pour entendre sa version du fiasco de Marrakech.
8. L'Histoire de quelqu'un (Too Rich for Her Blood) Son article publié, Vivian approfondit les questions qui subsistent, notamment sur la jeunesse d'Anna en Allemagne et son séjour au fameux Château Marmont de Los Angeles.
9. Dangereusement proche (Dangerously Close) Seul son style semble obséder Anna pour son procès. Vivian couvre les séances, Rachel vient à la barre et Todd, l'avocat de la défense, implore sa cliente de coopérer[8].

## Accueil critique
Cette série a battu des records d'audience sur Netflix : entre le 14 et le 20 février 2022, la série cumule 196 millions d’heures de visionnage, et du 11 au 13 février, Netflix avait déjà enregistré 77 millions de vues.
Anna Sorokin elle-même a pu voir certains épisodes, riant à certaines parties, trouvant étrange l'introspection sur elle-même et trouvant mièvre une scène entre son personnage et l'avocat,.

## Distinctions

### Nominations
- Golden Globes 2023 : Meilleure actrice dans une mini-série ou un téléfilm pour Julia Garner